# Конструктивизм (искусство)

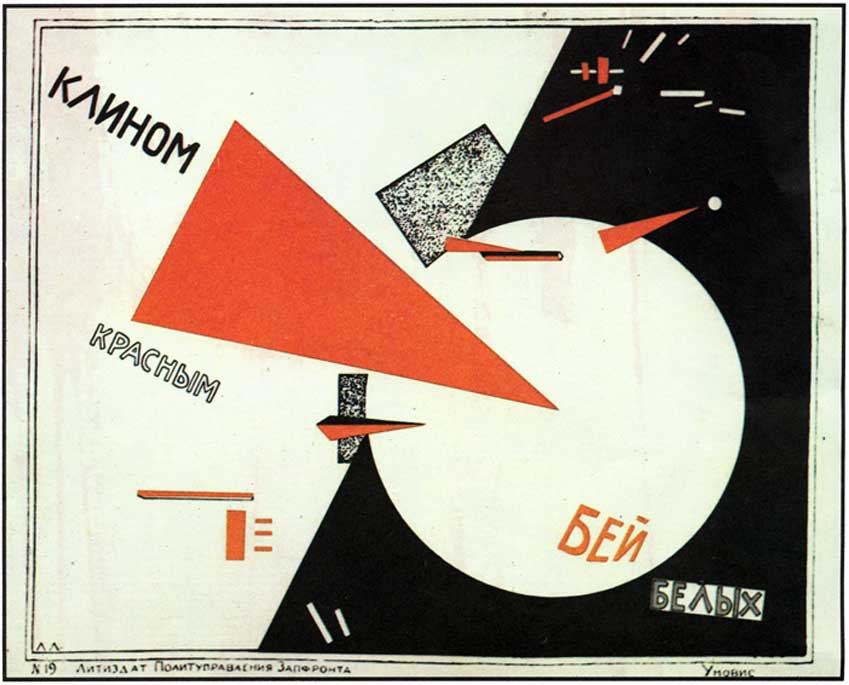
Эль Лисицкий. Клином красным бей белых (1919)

Конструктиви́зм — направление в изобразительном искусстве, архитектуре, фотографии и декоративно-прикладном искусстве, зародившееся в 1920-е годы и существовавшее до первой половины 1930-х годов преимущественно в СССР.

## Общая характеристика
Конструктивизм является одним из направлений русского и советского авангарда. В некоторых случаях конструктивизм рассматривают как одно из течений, определивших развитие Нового ви́дения и как источник различных форм интернационального стиля в архитектуре и графическом дизайне. В частности, русский конструктивизм считают основой таких явлений как Интернациональный типографический стиль и Швейцарская школа графики.
Характеризуется строгостью, геометризмом, лаконичностью форм и монолитностью внешнего облика. В архитектуре принципы конструктивизма были сформулированы в теоретических выступлениях А. А. Веснина и М. Я. Гинзбурга, практически все они впервые воплотились в созданном братьями Александром, Виктором и Леонидом Весниными проекте Дворца труда в Москве (1923) с его чётким, рациональным планом и выявленной во внешнем облике конструктивной основой здания (железобетонный каркас). В 1926 году была создана официальная творческая организация конструктивистов — Объединение современных архитекторов (ОСА). Данная организация являлась разработчиком так называемого функционального метода проектирования, основанного на научном анализе особенностей функционирования зданий, сооружений, градостроительных комплексов. Характерные памятники конструктивизма — фабрики-кухни, Дворцы труда, рабочие клубы, дома-коммуны.
Применительно к зарубежному искусству термин «конструктивизм» в значительной мере условен: в архитектуре он обозначает течение внутри функционализма, стремившееся подчеркнуть экспрессию современных конструкций, в живописи и скульптуре — одно из направлений авангардизма, использовавшее некоторые формальные поиски раннего конструктивизма (скульпторы Н. Габо, А. Певзнер).
В указанный период в СССР существовало также литературное движение конструктивистов.

## Появление конструктивизма

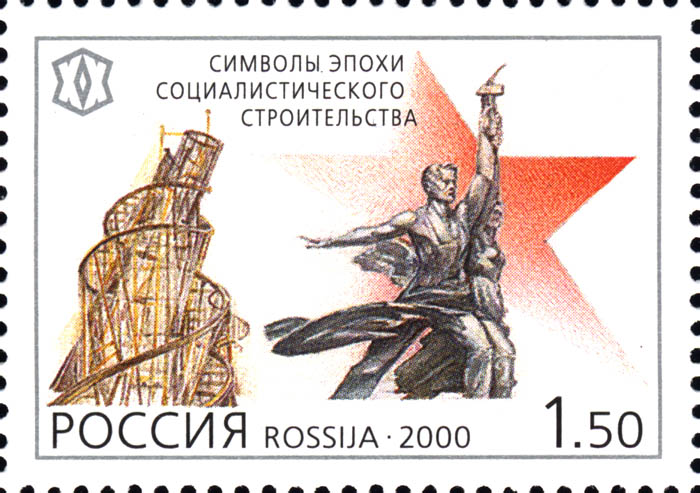
Башня Татлина, Рабочий и колхозница на марке 2000 года

Конструктивизм принято считать советским явлением, возникшим после Октябрьской революции в качестве одного из направлений нового, авангардного, пролетарского искусства, хотя, как и любое явление в искусстве, он не может быть ограничен рамками одной страны. Так, провозвестником этого направления в архитектуре можно рассматривать, например, такие сооружения как Эйфелева башня, которая использовала принцип открытой каркасной структуры и демонстрировала конструктивные элементы во внешних архитектурных формах. Этот принцип обнаружения конструктивных элементов стал одним из важнейших приемов архитектуры XX века и был положен в основу как интернационального стиля, так и конструктивизма.
Как писал Владимир Маяковский в своём очерке о французской живописи: «Впервые не из Франции, а из России прилетело новое слово искусства — конструктивизм…»

Железноводск. Памятник Ленину. Фото 1938 года

В условиях непрекращающегося поиска новых форм, подразумевавшего забвение всего «старого», новаторы провозглашали отказ от «искусства ради искусства». Отныне искусство должно было служить производству, а производство — народу. Большинство тех, кто впоследствии примкнул к течению конструктивистов, были идеологами утилитаризма или так называемого «производственного искусства». Они призывали художников «сознательно творить полезные вещи» и мечтали о новом гармоничном человеке, пользующемся удобными вещами и живущем в благоустроенном городе.
Так, один из теоретиков «производственного искусства» Борис Арватов писал, что «…будут не изображать красивое тело, а воспитывать настоящего живого гармоничного человека; не рисовать лес, а выращивать парки и сады; не украшать стены картинами, а окрашивать эти стены…»
«Производственное искусство» стало не более чем концепцией, однако сам по себе термин конструктивизм был произнесён именно теоретиками этого направления (в их выступлениях и брошюрах постоянно встречались также слова «конструкция», «конструктивный», «конструирование пространства»). Искусствовед Екатерина Васильева обращает внимание, что конструктивизм был одним из тех явлений, которые рассматривали форму как концепцию.
Помимо вышеуказанного направления на становление конструктивизма оказали огромное влияние футуризм, супрематизм, кубизм, пуризм и другие новаторские течения 1910-х годов в изобразительном искусстве, однако социально обусловленной основой стало именно «производственное искусство» с его непосредственным обращением к современным российским реалиям 1920-х годов (эпохи первых пятилеток).

## Термин
Термин «конструктивизм» использовался советскими художниками и архитекторами ещё в 1920 году: конструктивистами себя называли Александр Родченко и Владимир Татлин — автор проекта Башни III Интернационала. Впервые конструктивизм официально обозначен в 1922 году в книге Алексея Михайловича Гана, которая так и называлась — «Конструктивизм».
А. М. Ганом провозглашалось, что «…группа конструктивистов ставит своей задачей коммунистическое выражение материальных ценностей… Тектоника, конструкция и фактура — мобилизующие материальные элементы индустриальной культуры». То есть явным образом подчёркивалось, что культура новой России является индустриальной.

## Конструктивизм в архитектуре
Конструктивизм — одно из направлений архитектуры советского авангарда, главным архитектурным отличием которого является монументальность. В 1922—1923 годах в Москве, начавшей восстанавливаться после Гражданской войны, были проведены первые архитектурные конкурсы (на проекты Дворца труда в Москве, здания московского филиала газеты «Ленинградская правда», здания акционерного общества «Аркос»), в которых принимали участие архитекторы, начавшие творческий путь ещё до революции — Моисей Гинзбург, братья Веснины, Константин Мельников, Илья Голосов, Пантелеймон Голосов и др. Многие проекты были наполнены новыми идеями, позднее положенными в основу новых творческих объединений — конструктивистов и рационалистов. Рационалистами было создано объединение «АСНОВА» (Ассоциация новых архитекторов), идеологами которого были архитекторы Николай Ладовский и Владимир Кринский. Конструктивисты же объединились в ОСА (Объединение современных архитекторов) во главе с братьями Весниными и Моисеем Гинзбургом. Ключевым отличием двух течений стал вопрос о восприятии архитектуры человеком: если конструктивисты придавали наибольшее значение функциональному назначению здания, которое и определяло конструкцию, то рационалисты считали функцию здания второстепенной и стремились учитывать прежде всего психологические особенности восприятия.
Конструктивисты видели своей задачей увеличение роли архитектуры в жизни, и способствовать этому должны были отрицание исторической преемственности, отказ от декоративных элементов классических стилей, использование функциональной схемы как основы пространственной композиции. Конструктивисты искали выразительность не в декоре, а в динамике простых конструкций, вертикалей и горизонталей строения, свободе плана здания.

### Ранний конструктивизм
Большое влияние на проектирование конструктивистских общественных зданий оказала деятельность талантливых архитекторов — братьев Леонида, Виктора и Александра Весниных. Они пришли к осознанию лаконичной «пролетарской» эстетики, уже имея солидный опыт в проектировании зданий, в живописи и в оформлении книг.
Впервые архитекторы-конструктивисты громко заявили о себе на конкурсе проектов здания Дворца труда в Москве. Проект Весниных выделялся не только рациональностью плана и соответствием внешнего облика эстетическим идеалам современности, но и подразумевал использование новейших строительных материалов и конструкций. Следующим этапом был конкурсный проект здания газеты «Ленинградская правда» (московского отделения). Задание было на редкость сложным — для строительства предназначался крохотный участок земли — 6×6 метров на Страстной площади. Веснины создали миниатюрное, стройное шестиэтажное здание, которое включало не только офис и редакционные помещения, но и газетный киоск, вестибюль, читальный зал (одна из задач конструктивистов заключалась в том, чтобы на малой площади сгруппировать максимальное количество жизненно необходимых помещений).
Ближайшим соратником и помощником братьев Весниных был Моисей Гинзбург. В своей книге «Стиль и эпоха» он размышляет о том, что каждый стиль искусства адекватно соответствует «своей» исторической эпохе. Развитие новых архитектурных течений, в частности, связано с тем, что происходит «…непрерывная механизация жизни», а машина есть «…новый элемент нашего быта, психологии и эстетики».
Гинзбург и братья Веснины организовывают Объединение современных архитекторов (ОСА), в которое вошли ведущие конструктивисты.
C 1926 года конструктивисты начинают выпускать свой журнал — «Современная архитектура» («СА»). Выходил журнал на протяжении пяти лет. Оформлением обложек занимались Алексей Ган, Варвара Степанова и Соломон Телингатер.

### Расцвет конструктивизма

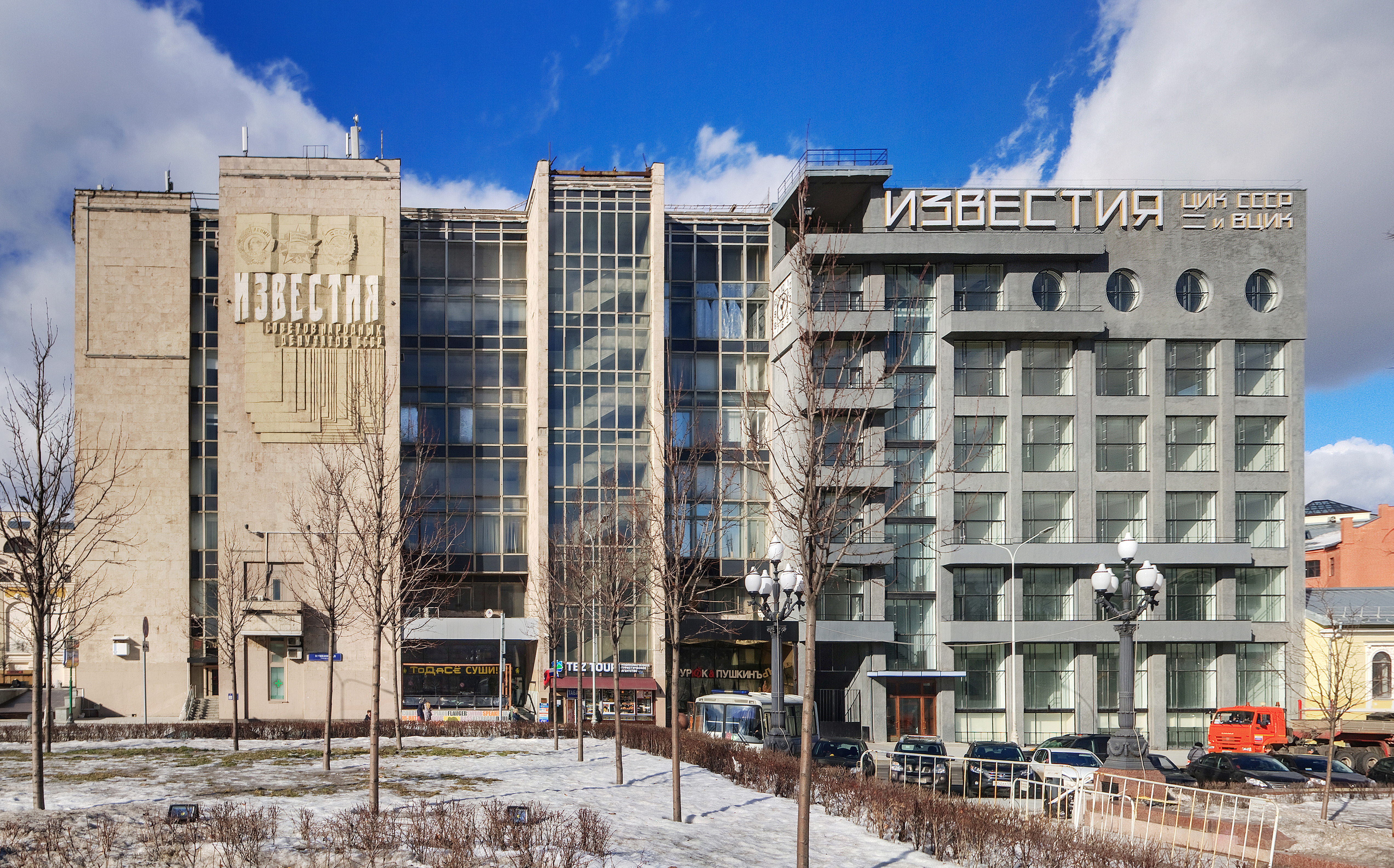
Здание газеты «Известия»

Архитекторы зрелого конструктивизма использовали функциональный метод, основанный на научном анализе особенностей функционирования зданий, сооружений, градостроительных комплексов. Таким образом, идейно-художественные и утилитарно-практические задачи рассматривались в совокупности. Каждой функции отвечает наиболее рациональная объёмно-планировочная структура (форма соответствует функции).
На этой волне происходит борьба конструктивистов за «чистоту рядов» и против стилизаторского отношения к конструктивизму. Иначе говоря, лидеры ОСА боролись против превращения конструктивизма из метода в стиль, во внешнее подражательство, без постижения сущности. Так, нападкам подвергся архитектор Григорий Бархин, создавший Дом газеты «Известия».

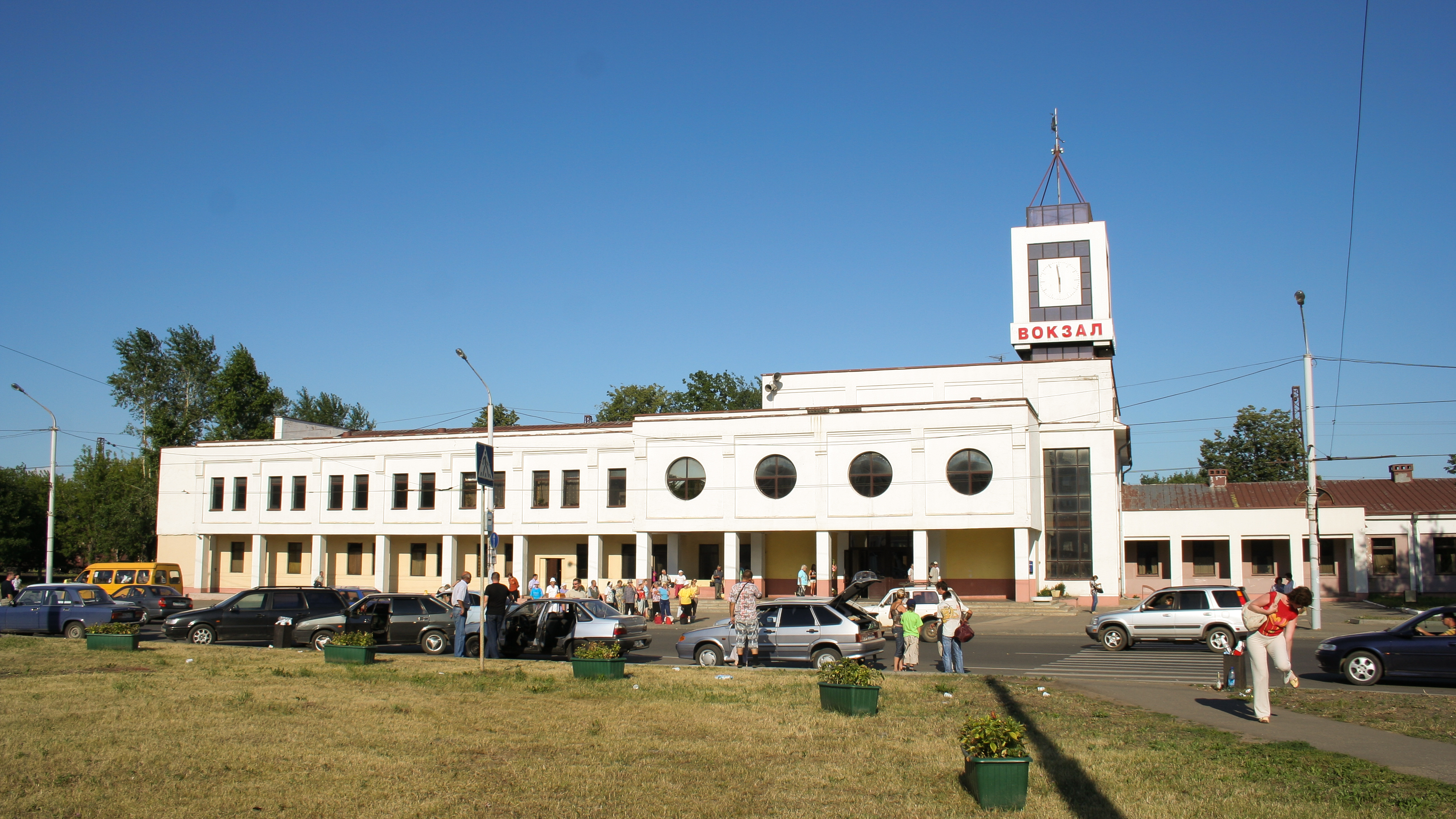
Здание вокзала железнодорожной станции Кострома-Новая. Кострома, 1932 год? Архитектор?

В эти же годы происходит увлечение конструктивистов идеями Ле Корбюзье: автор и сам приезжал в Россию, где плодотворно общался и сотрудничал с лидерами ОСА.
В среде ОСА выдвигается ряд перспективных архитекторов, таких, как братья Илья и Пантелеймон Голосовы, Иван Леонидов, Михаил Барщ, Владимир Владимиров. Конструктивисты активно участвуют в проектировании промышленных зданий, фабрик-кухонь, домов культуры, клубов, жилых домов.
Наиболее распространённым типом общественных зданий, воплотившим в себе основные принципы конструктивизма, стали здания клубов и домов культуры. Примером может служить дом культуры Пролетарского района Москвы, более известного как Дворец культуры ЗИЛа; строительство осуществлялось в 1931—1937 годах по проекту братьев Весниных. При создании проекта авторы опирались на известные пять принципов Ле Корбюзье: использование опор-столбов вместо массивов стен, свободная планировка, свободное оформление фасада, удлинённые окна, плоская крыша. Объёмы клуба подчёркнуто геометричны и представляют собой вытянутые параллелепипеды, в которые врезаны ризалиты лестничных клеток, цилиндры балконов.

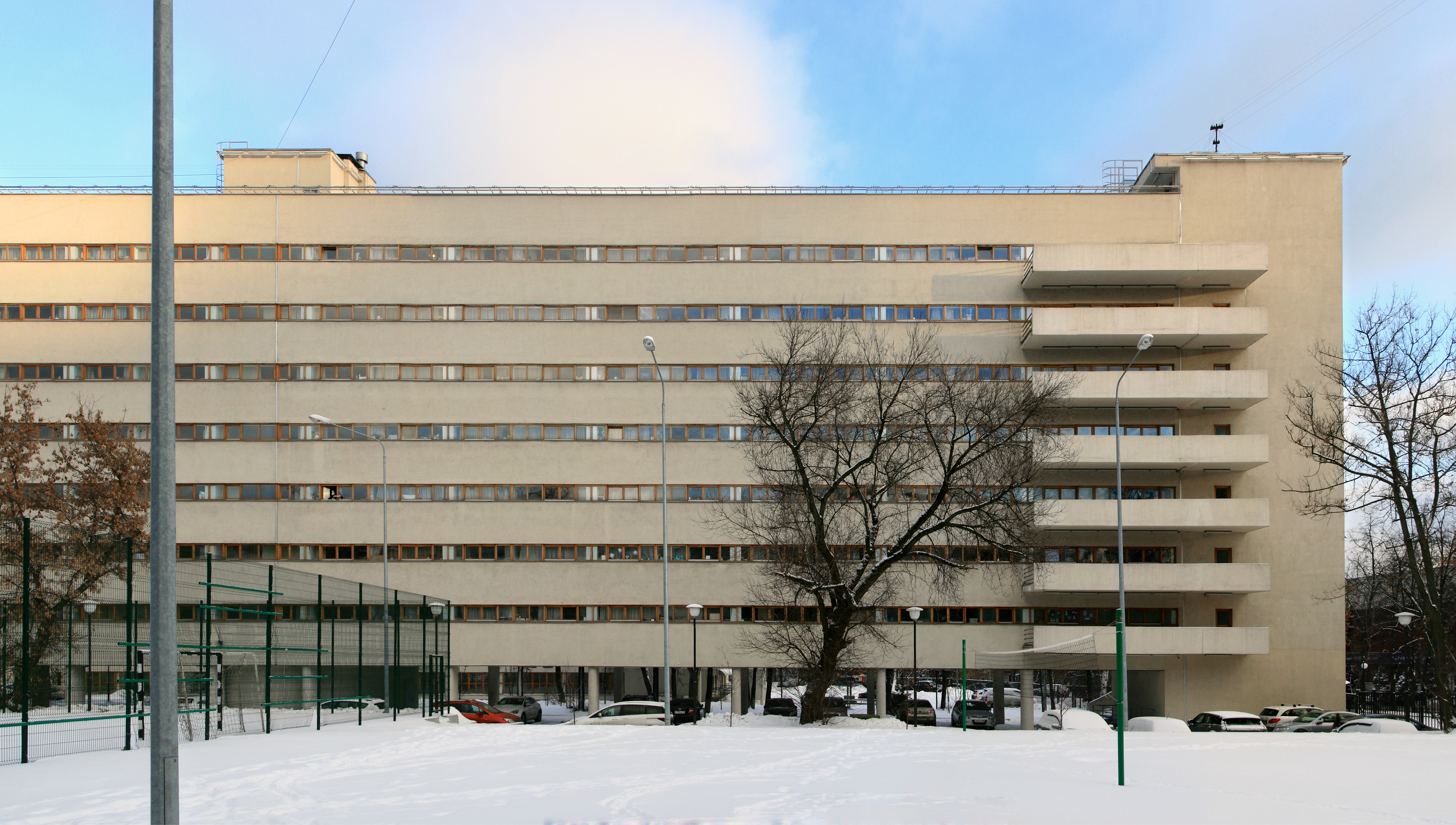
Студенческое общежитие «Дом-коммуна»

Характерным примером воплощения функционального метода стали дома-коммуны, архитектура которых соответствовала принципу, высказанному Ле Корбюзье: «дом — машина для жилья». Известным примером зданий такого типа является общежитие-коммуна Текстильного института на улице Орджоникидзе в Москве. Автором проекта, реализованного в 1930—1931 годах, был специализировавшийся преимущественно на промышленной архитектуре Иван Николаев. Идея дома-коммуны предполагала полное обобществление быта. Концепция проекта была предложена самими студентами; функциональная схема здания была ориентирована на создание жёсткого распорядка дня студентов. Утром студент просыпался в жилой комнате — спальной кабине размером 2,3 на 2,7 м, вмещавшей только кровати и табуретки — и направлялся в санитарный корпус, где проходил как по конвейеру последовательно душевые, помещения для зарядки, раздевалки. Из санитарного корпуса жилец по лестнице или пандусу спускался в низкий общественный корпус, где проходил в столовую, после чего отправлялся в институт или же в другие помещения корпуса — залы для бригадной работы, кабинки для индивидуальных занятий, библиотеку, актовый зал. В общественном корпусе находились также ясли для детей до трёх лет, а на крыше была устроена открытая терраса. В результате проведённой в 1960-е годы реконструкции общежития первоначальный замысел строгого распорядка дня был нарушен. Другой известный пример — дом наркомата финансов в Москве. Он интересен как пример дома «переходного типа» от традиционного квартирного жилья к дому-коммуне. Подобных домов было построено шесть — четыре в Москве, по одному Екатеринбурге и Саратове; до настоящего времени сохранились не все.
Другим примером дома переходного времени, то есть не представляя дома коммуны наряду с индивидуальными кухонными нишами, проект предусматривал устройство центральной кухни, столовой для всех живущих, специального помещения для культурно-просветительских организаций и общей веранды. Кроме того, предполагалось в части бытового обслуживания населения – провести опыт по широкому внедрению для хозяйственных нужд электричества и газа. Что было осуществлено в 1930-е годы при строительстве первого опытно-показательного жилого дома в Большом Левшинском переулке в Москве инженером В.П. Некрасовым и архитектором Виноградовым.
Особой фигурой в истории конструктивизма считается любимый ученик А. Веснина — Иван Леонидов, выходец из крестьянской семьи, начавший свой творческий путь с ученика иконописца. Его во многом утопические, устремлённые в будущее, проекты не нашли применения в те трудные годы. Сам Ле Корбюзье называл Леонидова «поэтом и надеждой русского конструктивизма». Работы Леонидова и теперь восхищают своими линиями — они невероятно, непостижимо современны.

### Ивановский конструктивизм
В конце 1920-х годов Иваново-Вознесенск (с 1932 года — Иваново) выбран в качестве площадки для экспериментальной застройки в стиле конструктивизма. Выбор города обосновывался богатыми революционными традициями ивановских ткачей. По числу построенных в 1920-е — 1930-е годы зданий нового архитектурного стиля Иваново уступает только Москве. Отличительной чертой является обильное использование керамического неоштукатуренного кирпича.

Ивановский конструктивизм
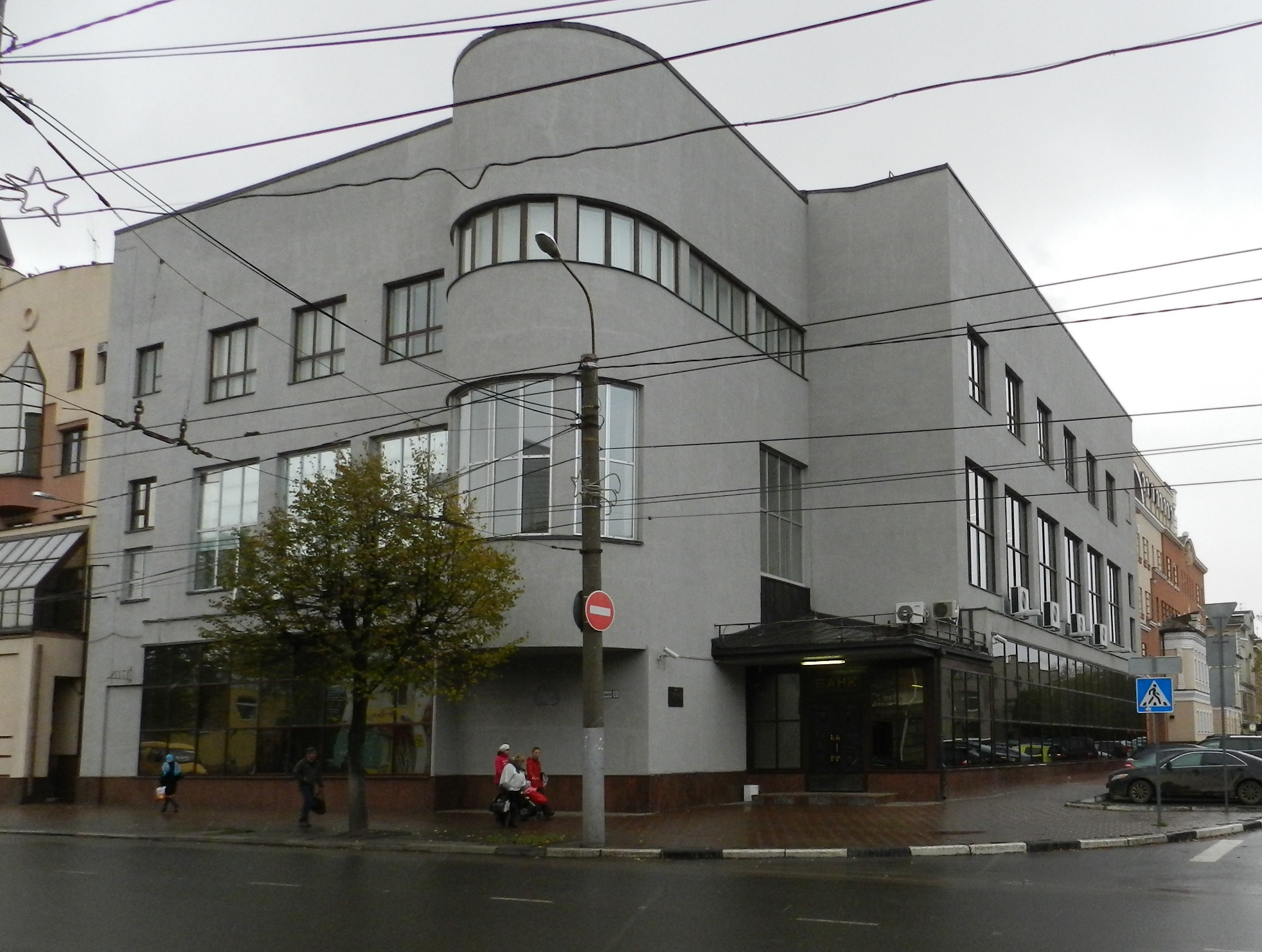
Братья Веснины. Здание сельскохозяйственного банка, 1928
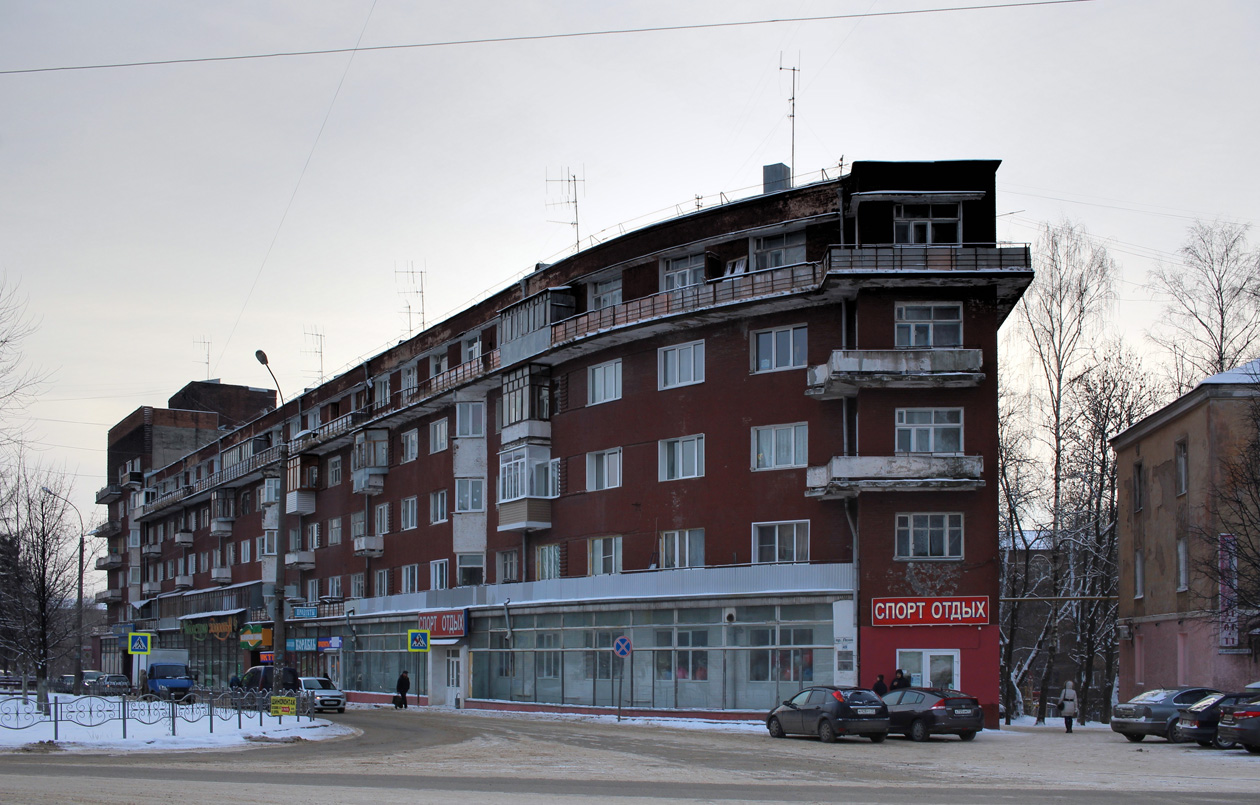
Д. Ф. Фридман. Дом-корабль, 1930
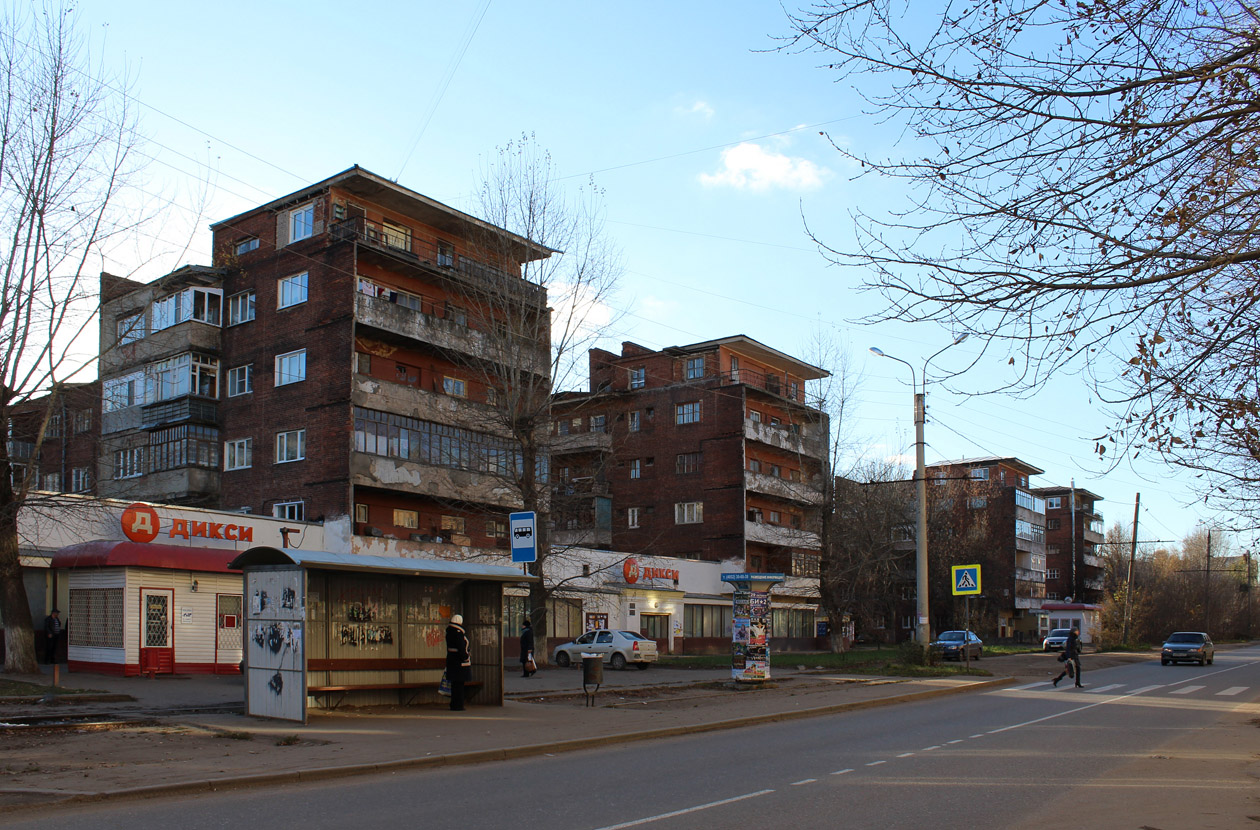
И. А. Голосов. Дом коллектива, 1931
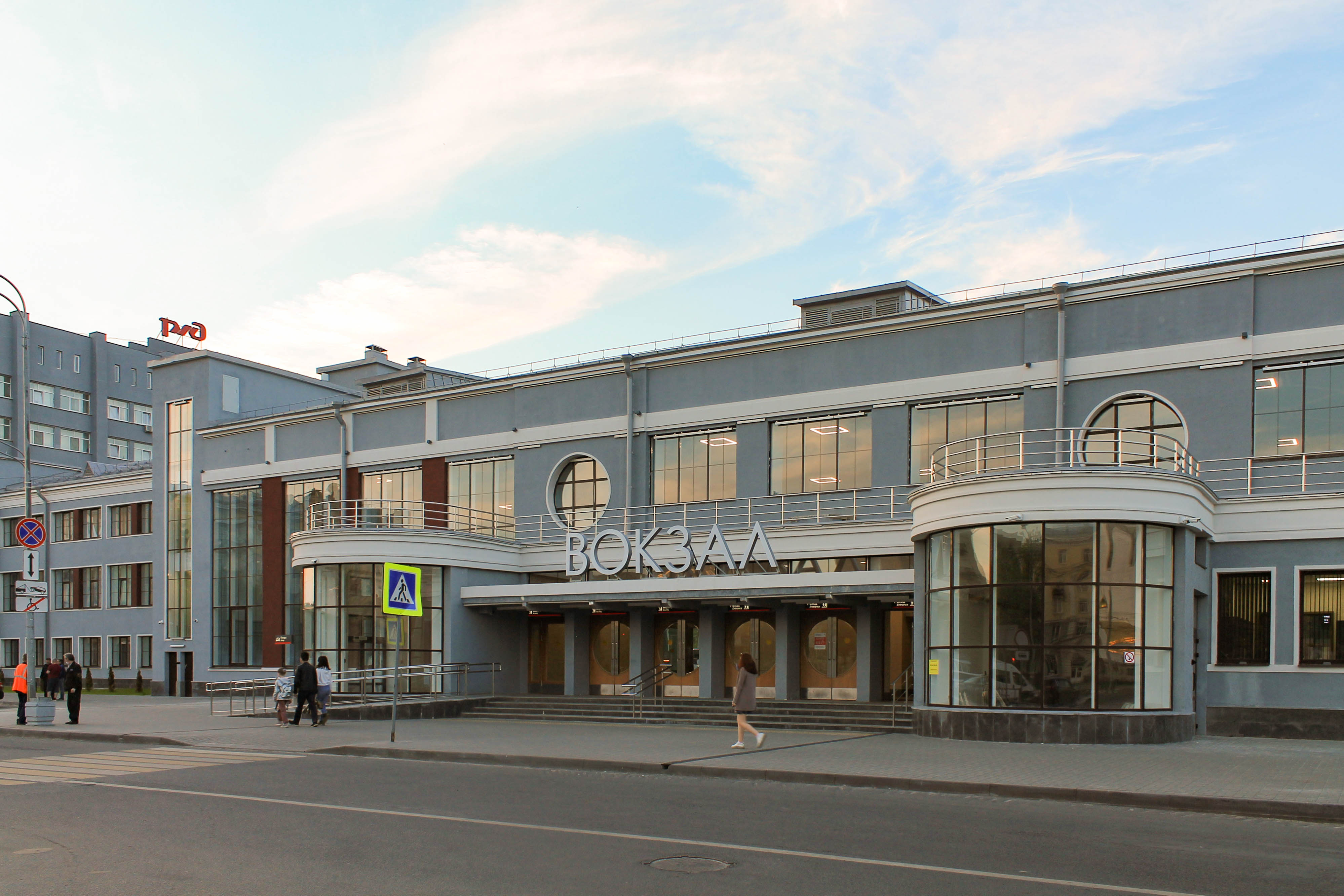
В. М. Каверинский. Входная группа железнодорожного вокзала в Иванове, 1933

### Ленинградский конструктивизм
Ленинградские конструктивисты:
- Абросимов, Павел Васильевич
- Вакс, Иосиф Александрович
- Гегелло, Александр Иванович
- Гуминер, Яков Моисеевич
- Демков, Николай Фёдорович
- Зазерский, Алексей Иванович
- Каценеленбоген, Тамара Давыдовна
- Кричевский, Давид Львович
- Левинсон, Евгений Адольфович
- Лялин, Олег Леонидович
- Мендельсон, Эрих
- Мунц, Владимир Оскарович
- Никольский, Александр Сергеевич
- Овсянников, Сергей Осипович
- Оль, Андрей Андреевич
- Претро, Ипполит Александрович
- Симонов, Григорий Александрович
- Троцкий, Ной Абрамович
- Фомин, Игорь Иванович
- Хряков, Александр Фёдорович
- Чернихов, Яков Георгиевич
- Явейн, Игорь Георгиевич

### Харьковский конструктивизм
Будучи столицей Советской Украины в 1919—1934 годах, Харьков оказался одним из крупнейших центров конструктивистской застройки в Советском Союзе. Общепризнанным символом конструктивизма в Харькове является ансамбль площади Свободы (до 1996 — Дзержинского) с доминирующим зданием Госпрома (укр. Держпрома). Многочисленные здания в конструктивистском стиле занимают район вокруг площади; среди них — дом «Слово», построенный в 1928 году кооперативом литераторов и имеющий в плане символическую форму буквы «С» (слав. «слово»). Яркими конструктивистскими постройками в Харькове являются дом культуры железнодорожников, почтамт, общежитие Харьковского политехнического института «Гигант».
В 1931 году в юго-восточной части города был возведён Харьковский тракторный завод. Соцгород ХТЗ (архитектор П. Алёшин) является выдающимся образцом жилой застройки в конструктивистском стиле.

### Минский конструктивизм
Примером конструктивизма в Минске является дом правительства Республики Беларусь — крупнейшее общественное здание Иосифа Лангбарда, один из лучших памятников конструктивизма, положивший начало формированию нового центра города.
Клуб пищевиков ― здание общественного назначения, построенное в Минске в авангардно-конструктивистском стиле архитектором А. К. Буровым в 1929 году.
Минские конструктивисты:
- Андрей Буров
- Иван Запорожец
- Георгий Лавров
- Иосиф Лангбард
- Герасим Якушко

Минский конструктивизм
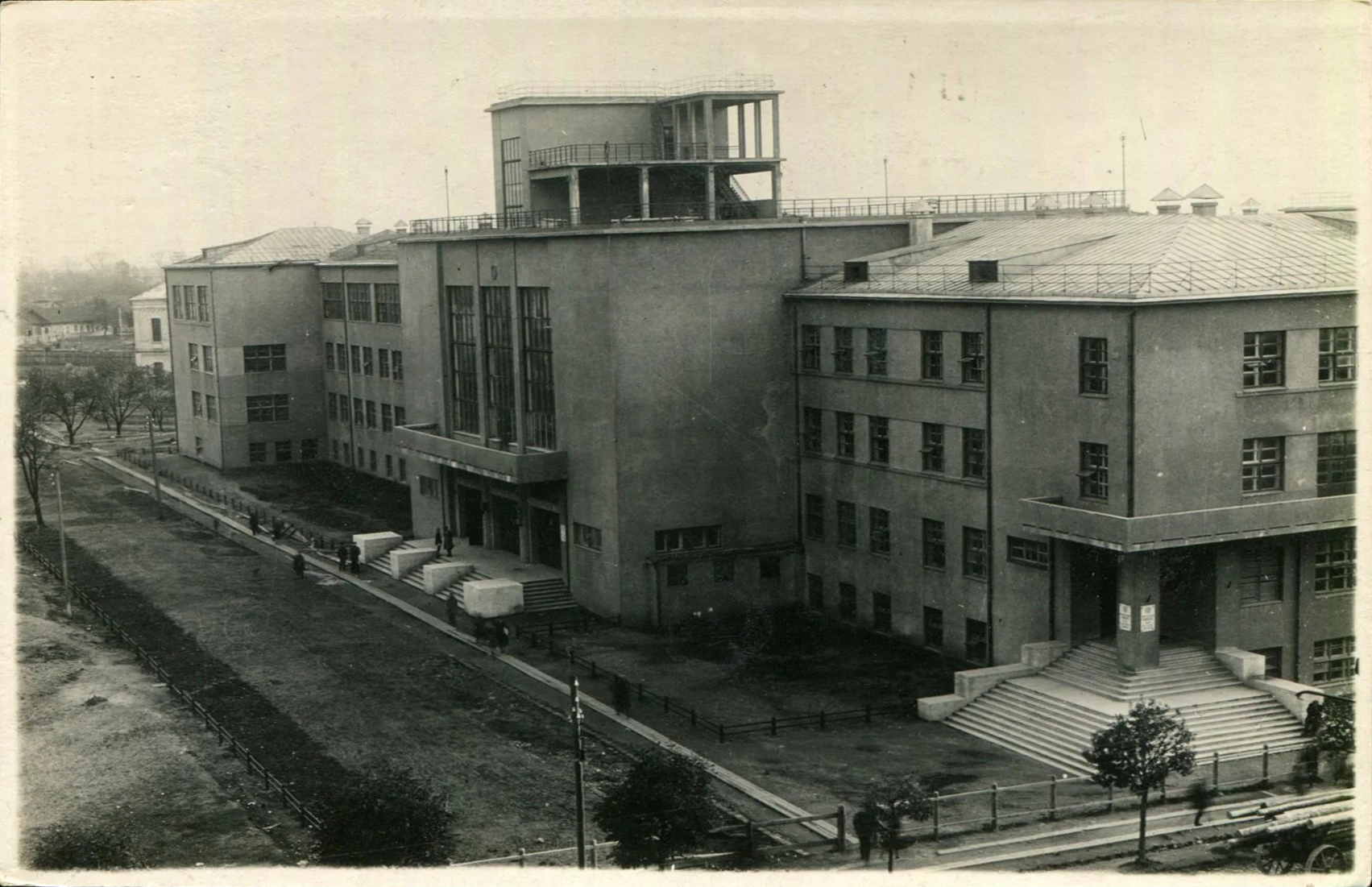
И. К. Запорожец. Здание Педагогического института, 1930. Перестроено
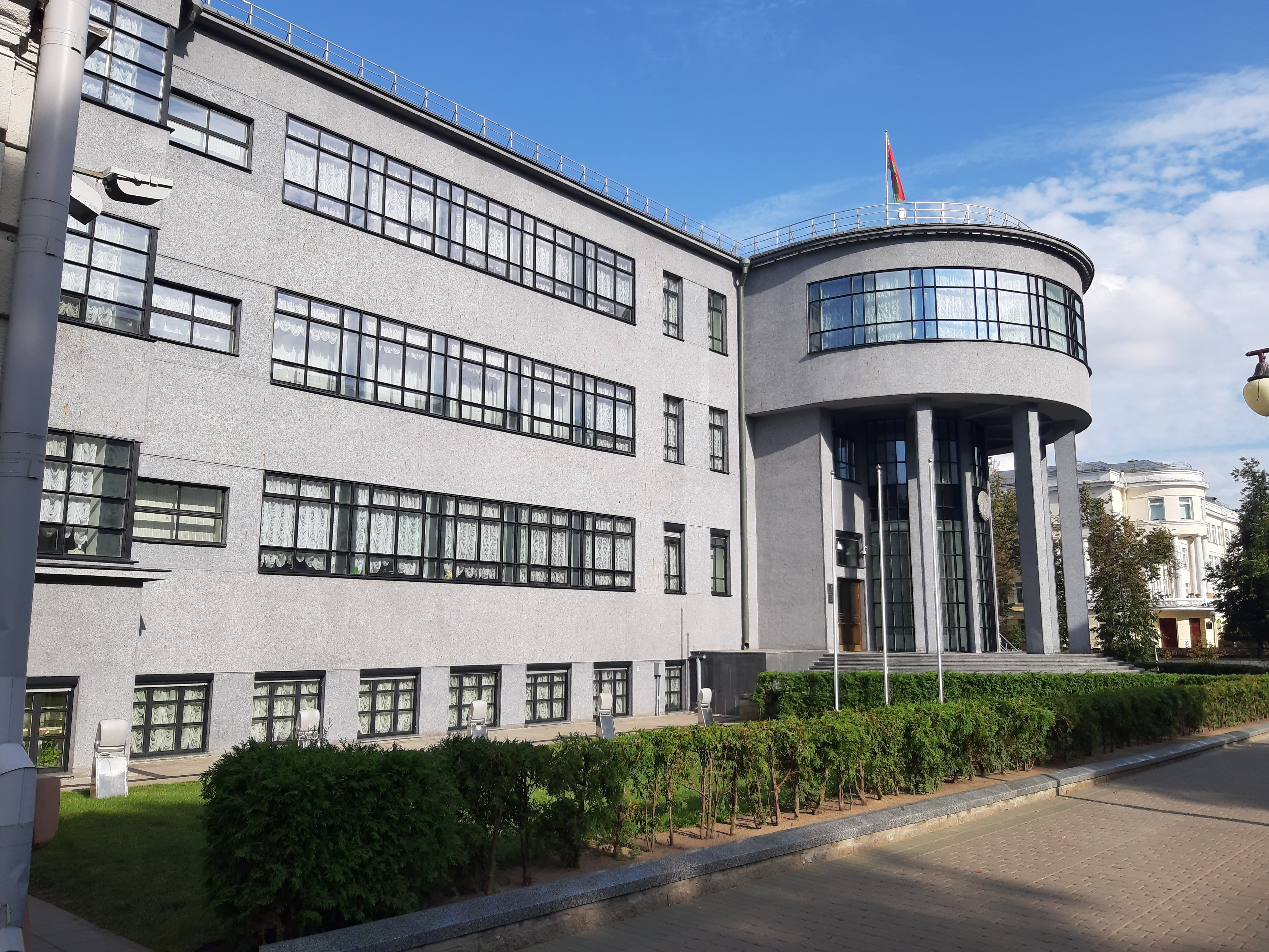
Г. Л. Лавров. Государственная библиотека Белорусской ССР, главный фасад и вход, 1932
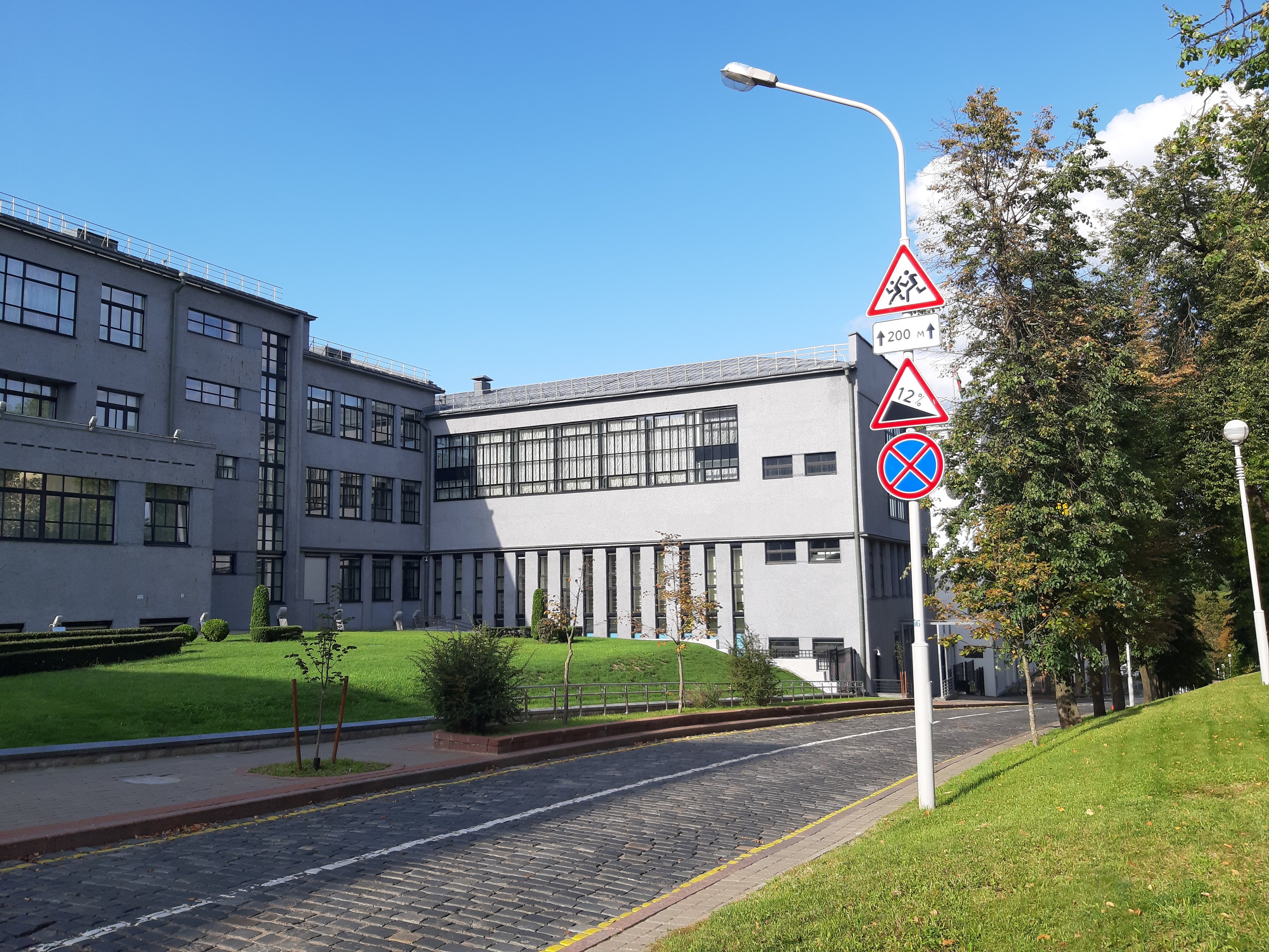
Г. Л. Лавров. Государственная библиотека Белорусской ССР, правое крыло, 1932
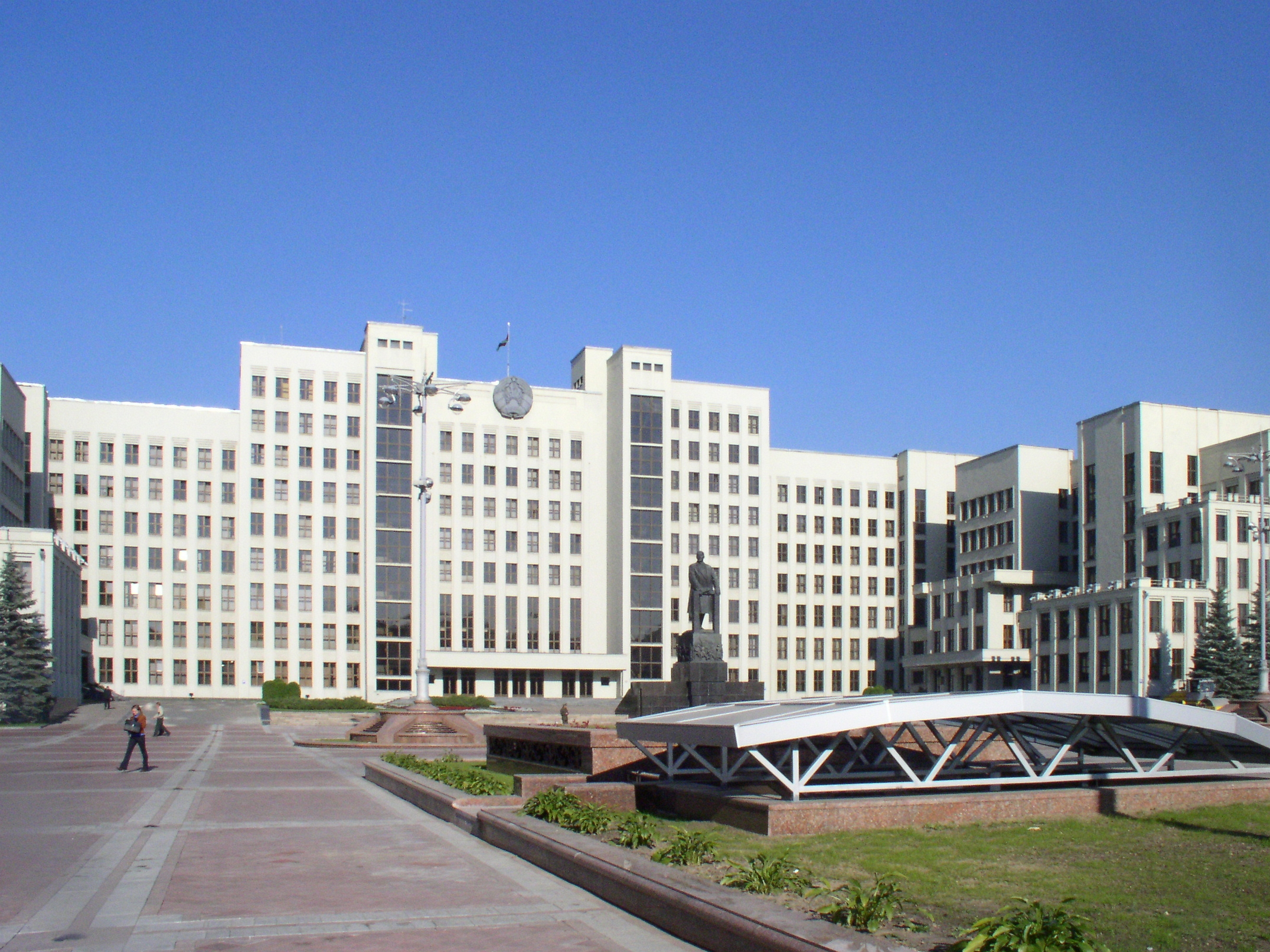
И. Г. Лангбард. Дом правительства, 1934
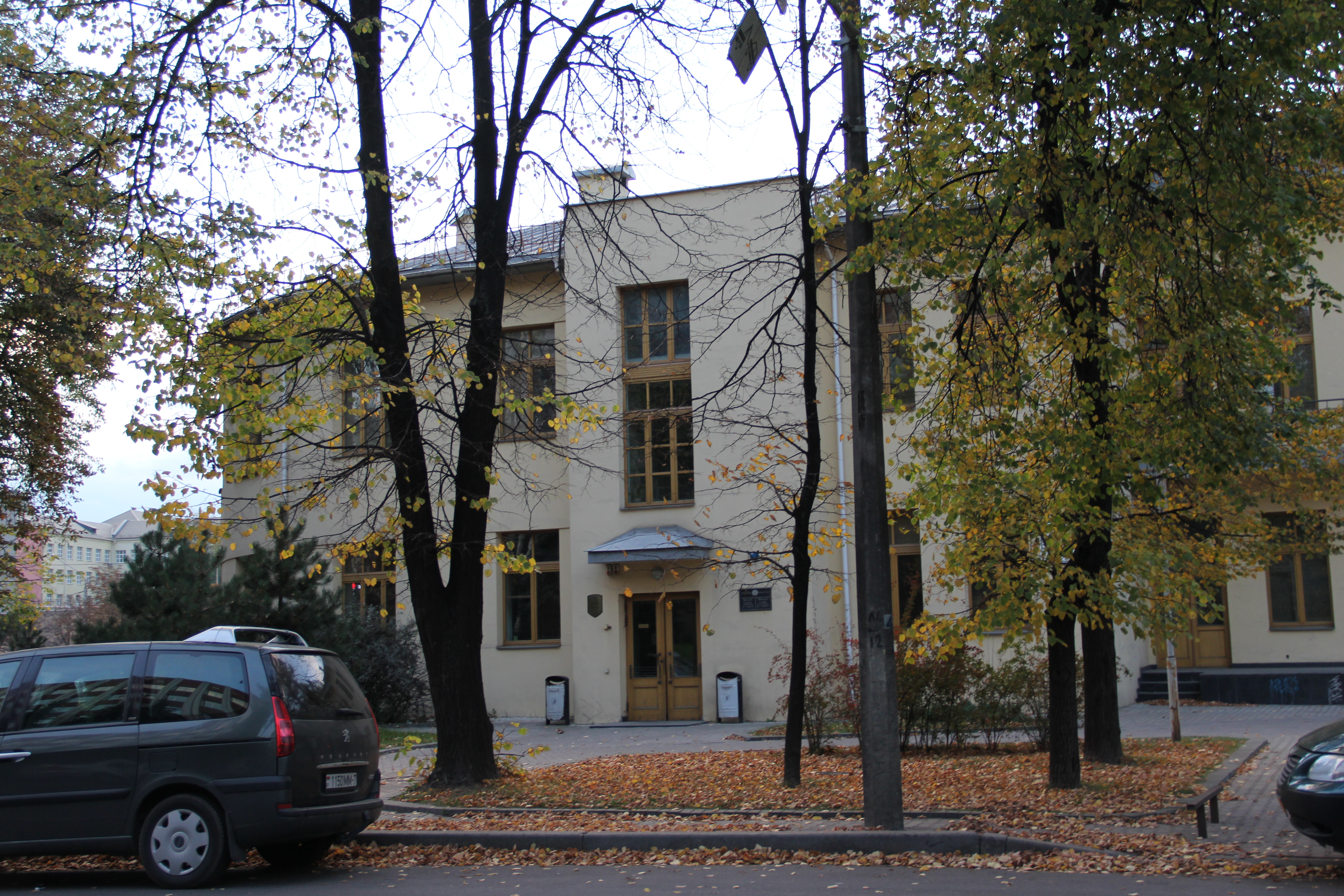
Г. В. Якушко. Здание поликлиники на улице Мясникова, 1930

### Горьковский конструктивизм
В Нижнем Новгороде было возведено несколько домов-коммун («Культурная революция», «Дом чекиста») и комплекс соцгорода в районе автозавода.

### Свердловский конструктивизм

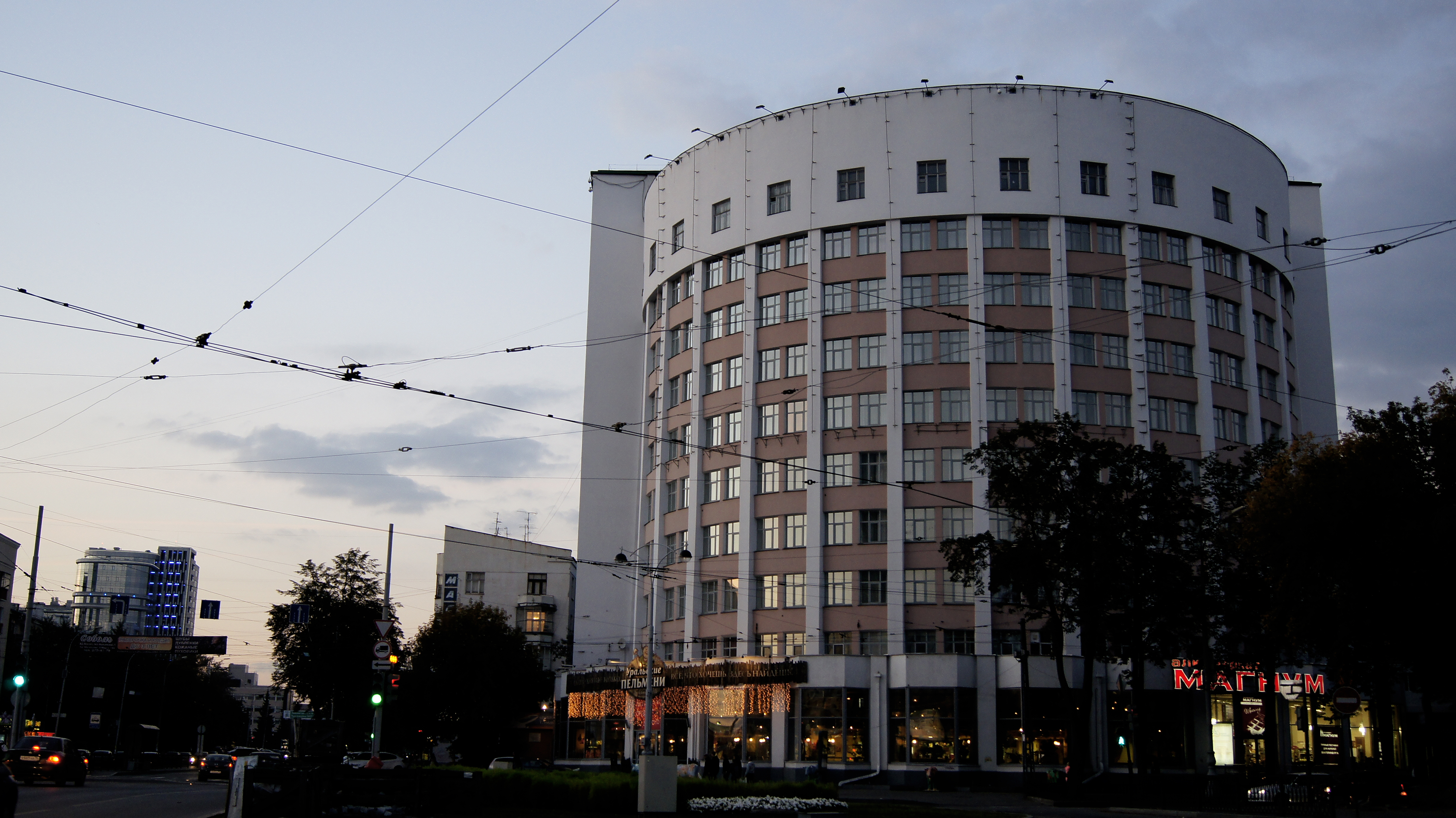
Гостиница «Исеть» — часть «Городка чекистов» в Екатеринбурге, архитекторы И. П. Антонов, В. Д. Соколов, А. М. Тумбасов (1928—1933)

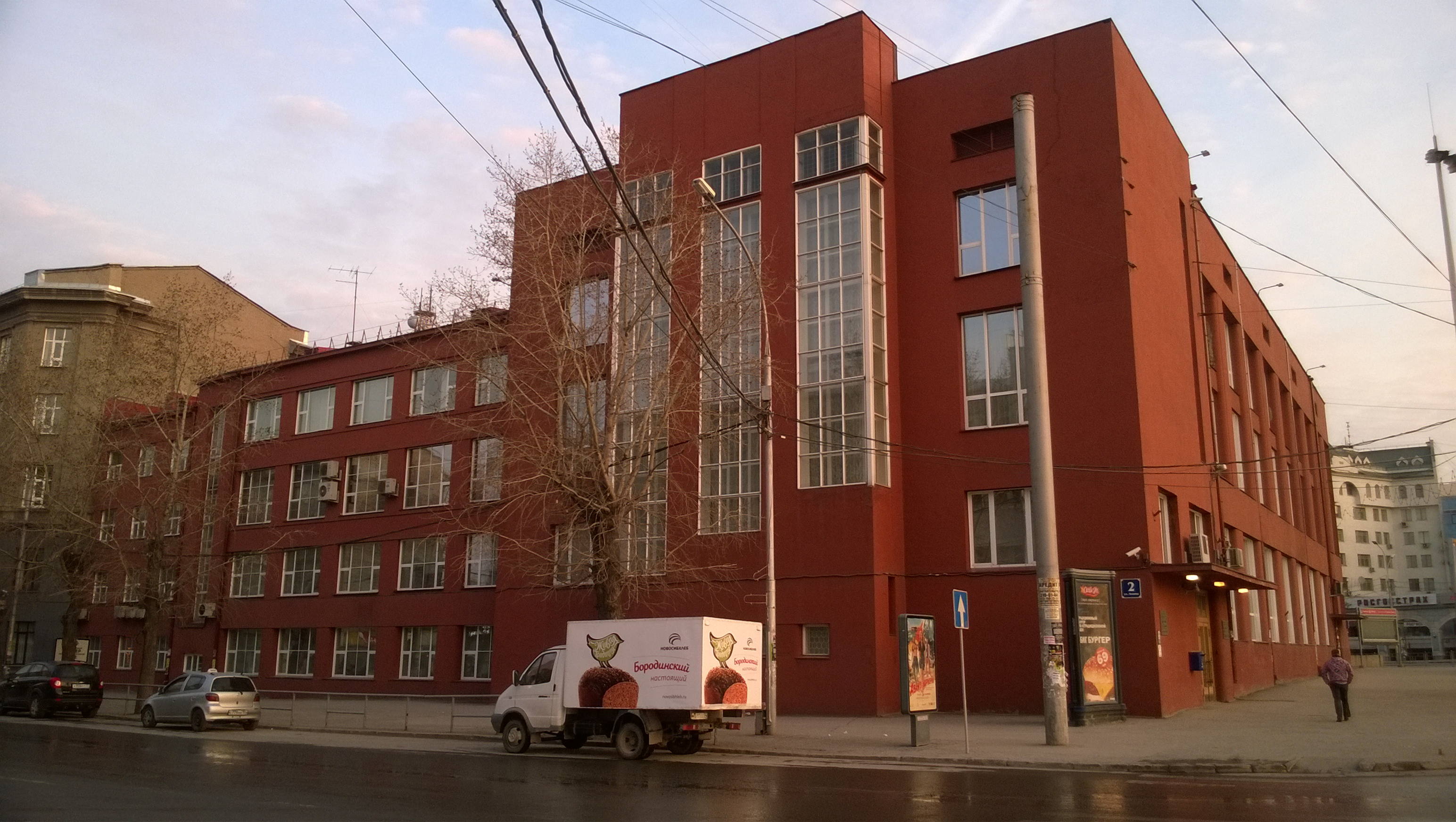
Здание Госбанка в Новосибирске

Екатеринбург (Свердловск), до 1934 года бывший центром огромной Уральской области, стал одним из крупнейших центров конструктивистской архитектуры в СССР. В начале 1930-х годов XX века центр города был перестроен в соответствии с планом «Большой Свердловск»; крупные конструктивистские ансамбли разместились вдоль восточной части проспекта Ленина, на площади Труда и площади Парижской Коммуны. В качестве примеров можно назвать жилой комбинат НКВД («Городок чекистов»), Дом связи, дом-коммуну Госпромурала и ряд других зданий. Кроме того, многочисленные конструктивистские здания разбросаны по городскому центру — например, Дом контор, Дом старых большевиков, Дом обороны. С запада проспект Ленина замыкает Медгородок, объединяющий пять медицинских зданий в конструктивистском стиле, а с востока — комплекс Уральского политехнического института (Втузгородок), включающий здания института и комплекс конструктивистских общежитий.
В северной части Екатеринбурга в 1928—1933 годах был построен мощный Уральский завод тяжелого машиностроения (Уралмаш). Соцгород Уралмаш, выстроенный в тридцатые годы, является ярким примером конструктивистского рабочего поселка. Важнейшими конструктивистскими сооружениями Уралмаша считаются ансамбль площади Первой пятилетки и водонапорная башня УЗТМ («Белая башня»).
Свердловские конструктивисты:
- Соколов, Вениамин Дмитриевич
- Тумбасов, Арсений Михайлович
- Антонов, Иван Павлович
- Горшков, Александр Борисович
- Коротков, Евгений Николаевич
- Домбровский, Сигизмунд Владиславович
- Валенков, Георгий Павлович
- Парамонов, Валерий Павлович
- Голубев, Георгий Александрович
- Жеманов, Николай Иванович
- Югов, Иван Алексеевич
- Бабыкин, Константин Трофимович
- Рейшер, Моисей Вениаминович
- Шефлер, Бела Михайлович
- Оранский, Пётр Васильевич
- Емельянов, Владимир Владимирович

### Киевский конструктивизм
Хотя в Киеве не сформировались конструктивистские ансамбли, такие как Госпром в Харькове, отдельные сооружения заметно выделялись своими стилистическими особенностями. В то же время подавляющее большинство сохранившихся памятников искажены позднейшими реконструкциями, вследствие которых они утратили свой первоначальный вид.

## Конструктивизм в дизайне и фотографии

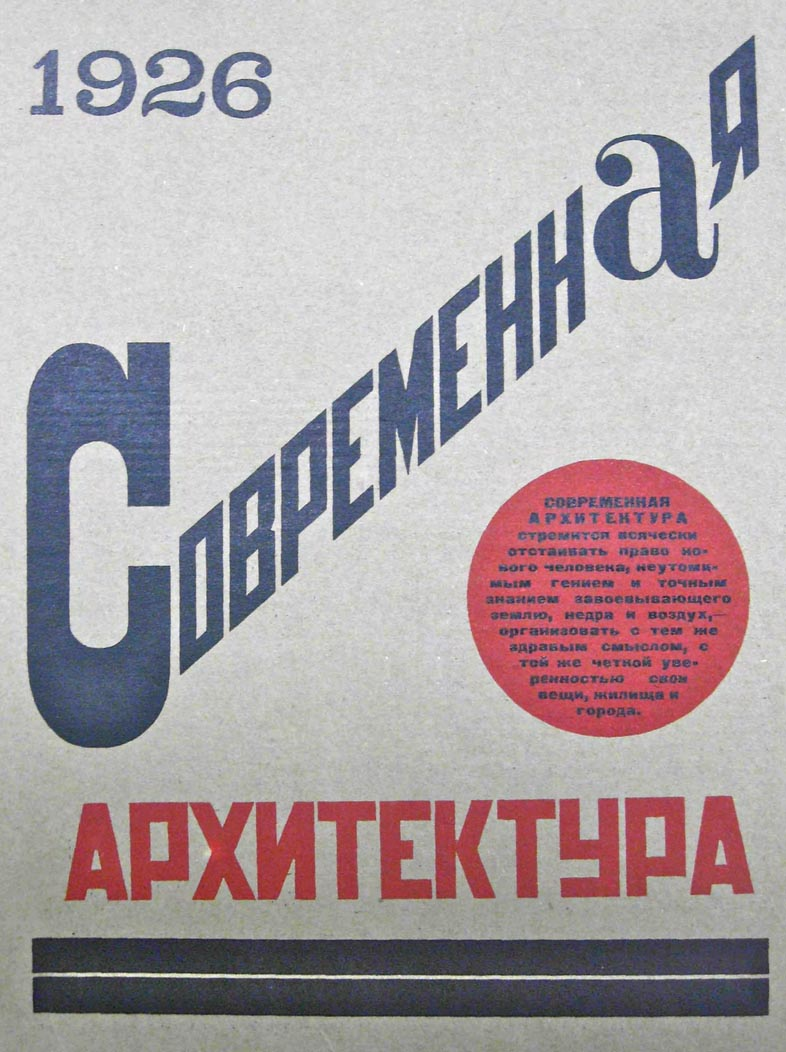
Обложка журнала «Современная архитектура» (автор А. Ган)

Конструктивизм — направление, которое, прежде всего, связывают с архитектурой, однако опосредовано его принципы были реализованы и в графическом дизайне. Иногда конструктивизм рассматривают как прототип Интернационального типографического стиля, а также как основу Швейцарской школы графического дизайна.
Конструктивизм в фотографии отмечен геометризацией композиции, съёмкой в головокружительных ракурсах при сильном сокращении объёмов. Такими экспериментами занимался, в частности, Александр Родченко.
В графических видах творчества (плакат и пр.) конструктивизм характеризовался применением фотомонтажа вместо рисованной иллюстрации, предельной геометризацией, подчинением композиции прямоугольным ритмам.
Стабильной была и цветовая гамма: чёрный, красный, белый, серый с добавлением синего и жёлтого. В частности, она использовалась в работах (Сергея Сенькина){{подст: тен АИ}}.

## Конструктивизм и мода
В области моды также существовали тенденции, связанные с конструктивизмом и кубизмом. Влияние конструктивизма и кубизма не всегда можно отчетливо разграничить в системе моды. Использование прямых линий и геометрических форм обозначило новые тенденции как в российской, так и в интернациональной моде 1920-х годов. Конструктивизм как явление рассматривают одним из идеологических источников и прототипов минимализма в костюме.
Среди российских модельеров называют имена Варвары Степановой, которая с 1924 года вместе с Любовью Поповой разрабатывала тканевые рисунки для 1-й ситценабивной фабрики в Москве, была профессором текстильного факультета ВХУТЕМАСа, проектировала модели спортивной и повседневной одежды.
Известной фотомоделью эпохи конструктивизма часто называют Лилю Юрьевну Брик.

## Конструктивизм в литературе
В 1923 рядом манифестов был провозглашён конструктивизм как течение в литературе (прежде всего в поэзии), создан «Литературный центр конструктивистов». В нём участвовали поэты Илья Сельвинский, Вера Инбер, Владимир Луговской, Борис Агапов, литературоведы Корнелий Зелинский, Александр Квятковский и другие. Конструктивисты-писатели провозглашали близость поэзии «производственной» тематике (характерные названия сборников: «Госплан литературы», «Бизнес»), очеркизм, широкое применение «прозаизмов», использование нового размера — тактовика, эксперименты с декламацией. К 1930 году конструктивисты стали объектом травли со стороны РАПП и объявили о самороспуске.

## Конструктивизм в музыке
Конструктивизм оказал заметное влияние на музыкальное искусство. Хотя не было композиторов, посвятивших этому направлению свое творчество целиком, однако в отдельных произведениях многих композиторов это направление принесло свои плоды. В первую очередь это было связано с поэтизацией образов заводов и фабрик, с имитацией слуховых впечатлений от звуков машин и механизмов, которые воспринимались музыкантами как особая «музыка машин». Яркие плоды это направление дало в творчестве французских композиторов, составлявших группу «Шестёрка». Сделавшись, по существу, теоретиком и первооткрывателем нового направления, Эрик Сати, который ещё в годы Первой мировой войны изобрёл новый вид звукового искусства, «меблировочную музыку», писал о том, что она «глубоко индустриальна».:437-438 Действительно, конструктивный принцип механической повторности, положенный им в основу своего изобретения, характерен для других произведений этого направления. О подчёркнутой конвейерности или индустриальности говорят и названия некоторых опусов Сати: «Автоматические описания» (1913), «Звуковой плиточный пол» (1917—1918), «Железный коврик для приёма гостей» (1924) и другие. Пример старшего друга и наставника своеобразным образом преломился у некоторых композиторов из французской «Шестёрки». К примеру, у Дариюса Мийо одним из основных произведений конструктивистского стиля стал вокальный цикл для сопрано и семи инструментов «Сельскохозяйственные машины» (1919), а спустя пять лет — балет «Голубой экспресс» (1924), а у Артюра Онеггера — симфоническая картина «Пасифик-231» (1923), изображавшая движение паровоза во главе железнодорожного состава. Эта яркая концертная пьеса принесла ему большую популярность. Напротив того, Жорж Орик категорически не принял авангардное начинание Сати, называя его меблировочную музыку — «назойливой химерой».:415
Важнейшим представителем этого направления в отечественной музыке стал А. Мосолов. Его симфонический эпизод «Завод» из неосуществленного балета «Сталь» стал символом конструктивизма в русской музыке. Конструктивизм также проявил себя в таких произведениях, как фокстрот «Электрификат» (1925), оркестровые «Телескопы» (4 пьесы, 1926—1930) Л. Половинкина; фортепианная пьеса «Рельсы», опера «Лёд и сталь» Вл. Дешевова и др. К конструктивизму принято относить балеты великих советских композиторов «Болт» (1931) Шостаковича и «Стальной скок» (1927) Прокофьева. Однако ни авторы биографий Прокофьева музыковеды И. В. Нестьев, И. И. Мартынов, И. Г. Вишневецкий, ни сам композитор не характеризовали музыку балета «Стальной скок» как конструктивистскую, в то время как конструктивистскими называли декорации к балету Г. Б. Якулова.
Для музыкального языка этого направления характерны особые стилевые приёмы — резкие, скрежещущие звучности и внезапные контрасты. Музыка может имитировать звуки машин, в связи с чем важную роль играет приём остинато и даже полиостинато. Характерны поиски новых звучностей, например использование листа железа в «Заводе» Мосолова, «препарированного» фортепиано в произведениях Дешевова. Ярким примером подобного рода стала также «Симфония гудков» Арсения Авраамова — её исполнение в Баку (1922) и в Москве (1923) стало олицетворением идеи о том, что весь город с автомобильными гудками, заводскими сиренами, пушечной пальбой — это гигантский оркестр со своей характерной музыкой.
Произведениям данного направления нередко свойственны индустриальные названия, однако имеются случаи, когда несмотря на названия характерные стилевые черты конструктивизма в самой музыке отсутствуют, как, например, в «Сельскохозяйственной симфонии» А. Кастальского. Нередки также и обратные примеры, когда при наличии характерных приемов и образов отсутствует характерное название, как, например, в «Сюите для большого оркестра» А. Животова (1928).

## Закат конструктивизма
Изменения в начале 1930-х годов политической ситуации в СССР сказались и на искусстве.
23 апреля 1932 года Политбюро Центрального комитета ВКП(б) издало Постановление «О перестройке литературно-художественных организаций».
В Постановлении, в частности, говорилось:

В настоящее время, когда успели уже вырасти кадры пролетарской литературы и искусства, выдвинулись новые писатели и художники с заводов, фабрик, колхозов, рамки существующих …организаций …становятся уже узкими и тормозят серьезный размах художественного творчества.

Это обстоятельство создает опасность превращения этих организаций из средства наибольшей мобилизации советских писателей и художников вокруг задач социалистического строительства в средство культивирования кружковой замкнутости, отрыва от политических задач современности и от значительных групп писателей и художников, сочувствующих социалистическому строительству.— Постановление Политбюро Центрального комитета ВКП(б) от 23 апреля 1932 года.
Постановлением ликвидировались все свободные объединения художников, архитекторов, музыкантов и им подобные с одновременным созданием государственных организаций — так называемых «творческих союзов» по профессиональному признаку. С ликвидацией свободных творческих объединений архитекторов прекращают свое существование и периодические издания, которые они издавали. Взамен создается «Союз советских архитекторов» под партийным и государственным контролем, члены которого обязаны в своей работе следовать «линии партии» и «руководящим документам ВКП(б)». С 1933 года начинает выходить журнал «Архитектура СССР» — официальный орган Союза.
Начиная с этого времени новаторские и авангардные течения подвергаются резкой критике и гонениям. В советской архитектуре на смену революционному аскетизму пришли пышность и избыточность сталинского неоклассицизма.
Ещё во время доминирования конструктивизма, рационализма и других модернистских течений в советской архитектуре работали зодчие, опиравшиеся на архитектурные традиции неоклассицизма. Самые известные представители: Иван Фомин (Ленинград) с его «красной дорикой» и Иван Жолтовский (Москва).
По мнению С. О. Хан-Магомедова и А. Н. Селивановой, в СССР в 1932—1936 годах имел место переходный стиль, названный условно «постконструктивизм».

## Архитекторы
- Братья Веснины
- Моисей Гинзбург
- Александр Гегелло
- Илья Голосов
- Пантелеймон Голосов
- Борис Гордеев
- Борис Иофан
- Иосиф Каракис
- Михаил Кондратьев
- Георгий Лавров
- Ле Корбюзье
- Иван Леонидов
- Олег Лялин
- Константин Мельников

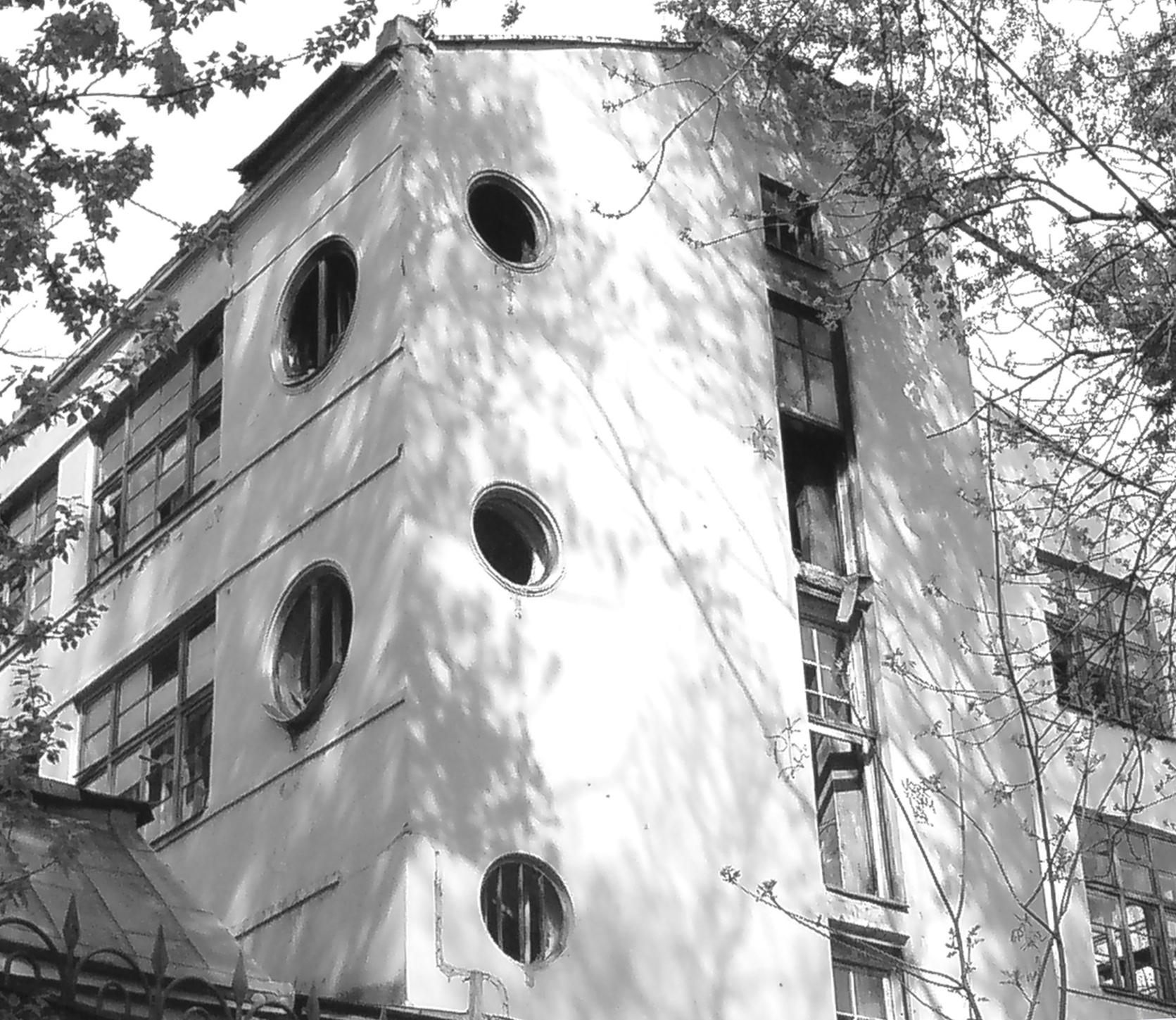
Эль Лисицкий, Типография журнала «Огонёк»

- Владимир Шервуд — предшественник конструктивистов
- Эль Лисицкий
- Борис Улинич
- Герасим Якушко